# وليام كوهين
وليام سيباستيان كوهين (بالإنجليزية: William Cohen)‏ (و. 28 أغسطس 1940 م-) هو سياسي، ومحام، ورائد أعمال من الولايات المتحدة الأمريكية ولد في بانجور.
تولى منصب عضو مجلس الشيوخ الأمريكي (3يناير 1979 - 3 يناير 1997)، ووزير الدفاع الأمريكي(24 يناير 1997 - 20 يناير 2001)  . في عهد الرئيس الديمقراطي بيل كلينتون. وهو عضو في الحزب الجمهوري. وصفه ديفيد هالبرستام بأنه «جمهوري معتدل، منشق قليلًا عن الوسط».
كانت لديه علاقات عمل جيدة جدًا مع الرئيس كلينتون ومستشار الأمن القومي ساندي بيرغر وتعاون «مثالي تقريبًا» مع هيئة الأركان المشتركة؛ ومع ذلك، فقد اصطدم في كثير من الأحيان بوزيرة الخارجية مادلين أولبرايت، التي اعتبرها «شخصية بارزة، وصريحة للغاية بشأن المسائل السياسية ومتحمسة للغاية لاستخدام القوة العسكرية».

## النشأة والتعليم
ولد كوهين في بانجور بولاية مين. والدته، كلارا (ني هارتلي)، من أصول بروتستانتية إيرلندية، ووالده روبن كوهين، ولد في نيويورك وكان ابن مهاجر يهودي روسي؛ يمتلك الزوجان شركة Bangor Rye Bread Co.
بناءً على رغبة والده، نشأ كوهين يهوديًا والتحق بالمدرسة العبرية استعدادًا لحفل بار متسفا، لكنه قرر ان لا يتابع الاستعدادات لبار متسفا عندما أُبلغ أنه سيتعين عليه التحول رسميًا إلى اليهودية، وبدأ عندها بممارسة المسيحية.
بعد تخرجه من مدرسة بانجور الثانوية في عام 1958، التحق كوهين بكلية بودوين، وتخرج بامتياز بدرجة البكالوريوس في الآداب في اللغة اللاتينية في عام 1962. عندما كان طالبًا في بودوين، بدأ كوهين كأخٍ لفرع كابا التابع لجمعية Psi Upsilon.
في أثناء وجوده في المدرسة الثانوية والكلية، كان كوهين لاعب كرة سلة وعُيّن في فريق كرة السلة بالمدرسة الثانوية والكلية في ولاية ماين، وفي بودوين تم إدخاله في قاعة مشاهير نيو إنجلاند لكل النجوم. التحق كوهين بدراسة الحقوق في كلية الحقوق بجامعة بوسطن، وتخرج بدرجة البكالوريوس في القانون بامتياز عام 1965.

## روابط خارجية
- وليام كوهين على موقع الموسوعة البريطانية (الإنجليزية)
- وليام كوهين على موقع مونزينجر (الألمانية)
- وليام كوهين على موقع إن إن دي بي (الإنجليزية)